# Louis Desplagnes
Louis Desplagnes (Lyon, 10 de diciembre de 1871 -Walscheid, 20 de agosto de 1914) fue un militar y explorador francés.

## Biografía
Nació en una familia burguesa de Lyon. En agosto de 1890, obtuvo la licenciatura en ciencias, luego ingresó en la escuela militar de Saint-Cyr y obtuvo un diploma del Instituto Geográfico Nacional de Francia.
En febrero de 1895 fue trasladado a Argelia, donde permaneció hasta el mes de agosto, y luego participó en una misión militar en Madagascar. En 1899 participó en otra expedición que recorrió Senegal y Sudán. En 1901 fue comandante del puesto de Goundam, en la región central de Mali. Luego comenzó las excavaciones del túmulo de Killi y para ello fue propuesto como funcionario de la Academia francesa de Bellas Artes.

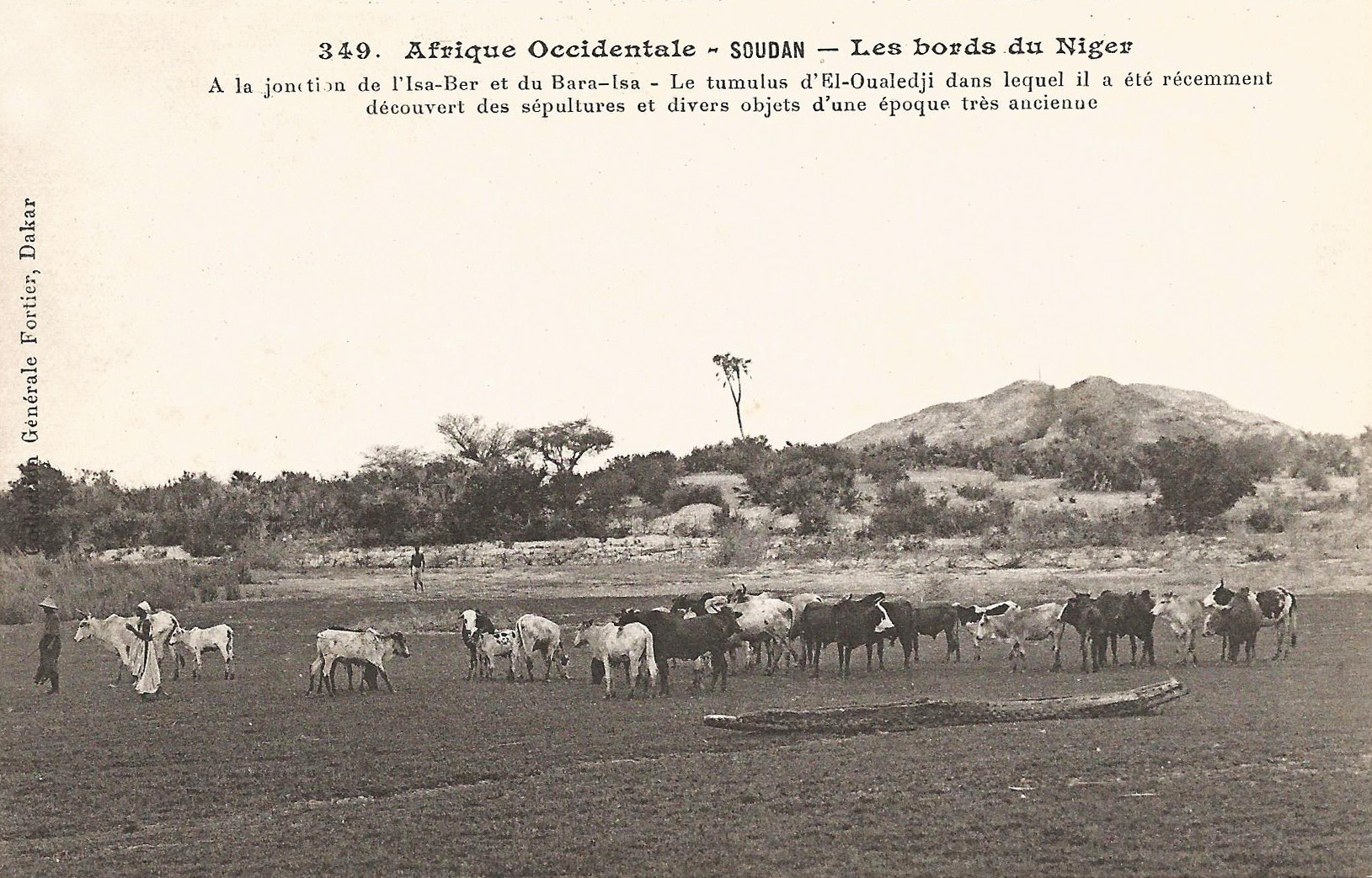
El túmulo de El-Oualedji, foto de François-Edmond Fortier

Entre 1903 y 1904, Desplagnes comandó una expedición patrocinada por el Museo Etnográfico del Trocadero.  Exploró en canoa el curso del río Níger al sur de la ciudad maliense de Gao hasta su confluencia con el río Sirba. A su regreso, realizó excavaciones arqueológicas en el túmulo El Oualedji.
A finales de diciembre de 1904, Desplagnes abandonó Tombuctú y comenzó la segunda parte de su misión, un viaje hasta los acantilados de Bandiagara, donde realizó estudios topográficos en la llamada meseta central de Níger, trabajos que finalizaron en julio de 1905. Desplagnes fue el  primer europeo en explorar a fondo el territorio Dogón y trajo de vuelta más de quinientas fotografías que documentaron las danzas, las máscaras, la vida cotidiana y la cultura material de sus habitantes.
Regresó a Francia en 1906 y escribió Le Plateau central nigérien, que reúne los resultados de las investigaciones realizadas durante sus viajes en la región de los túmulos y en el territorio Dogón.
A finales de 1906, visitó el macizo montañoso guineano de Futa Yallon y documentó los vestigios prehistóricos y los pueblos de la zona. En 1907, partió de Kayes, en Mali, hacia el Dahomey francés, al frente de una nueva misión que finalizaría en septiembre de 1909.
En 1912 fue enviado a Cochinchina, pero fue llamado a filas al comienzo de la Primera Guerra Mundial, muriendo en Walscheid, en el frente bélico de la región de Lorena. 
Las colecciones que Desplagnes recopiló en sus expediciones africanas se encuentran en varios museos de Lyon, Nanterre y París. Se componen de fotografías, de notas y diarios de viaje con dibujos, bocetos y mapas geográficos, y de objetos como reposacabezas, piedras iniciáticas pintadas y estatuas, identificados como de origen tellem, predogón o dogón. Desplagnes es autor de numerosos artículos publicados en los boletines de las sociedades geográficas, etnográficas y antropológicas francesas.